# Huayuan (socken i Kina, Shandong, lat 34,52, long 118,19)
Huayuan (kinesiska: 花园乡, 花园) är en socken i Kina. Den ligger i provinsen Shandong, i den östra delen av landet, omkring 260 kilometer sydost om provinshuvudstaden Jinan. Antalet invånare är 44463. Befolkningen består av 21 737 kvinnor och 22 726 män. Barn under 15 år utgör 18,0 %, vuxna 15-64 år 71 %, och äldre över 65 år 9,0 %.
Genomsnittlig årsnederbörd är 1 261 millimeter. Den regnigaste månaden är juli, med i genomsnitt 267 mm nederbörd, och den torraste är januari, med 12 mm nederbörd.